# Holger Danskes Høj
Das Ganggrab Holger Danskes Høj (auch Lovby Kirketomt oder Bygholm Sø) liegt im Ulvedalen (Tal) bei Nørremark, nördlich des Bygholm Sø (See), bei Horsens in Jütland in Dänemark. Es stammt aus der Jungsteinzeit 3500–2800 v. Chr. und ist eine Megalithanlage der Trichterbecherkultur (TBK). Das Ganggrab (dänisch Jættestue) ist eine Bauform jungsteinzeitlicher Megalithanlagen, die aus einer Kammer und einem baulich abgesetzten, lateralen Gang besteht. Diese Form ist primär in Dänemark, Deutschland und Skandinavien, sowie vereinzelt in Frankreich und den Niederlanden zu finden.

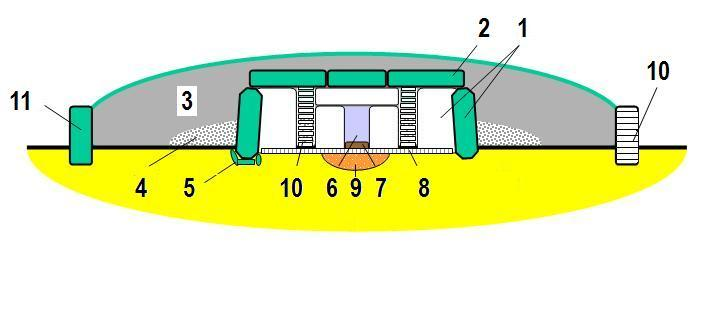
Schema Ganggrab (Querschnitt) 1=Trag-, 2= Deckstein, 3=Erdhügel, 4=Dichtung, 5=Verkeilsteine, 6=Zugang, 7= Schwellenstein. 8=Bodenplatten, 9=Unterbodendepots, 10=Zwischenmauerwerk 11=Randsteine

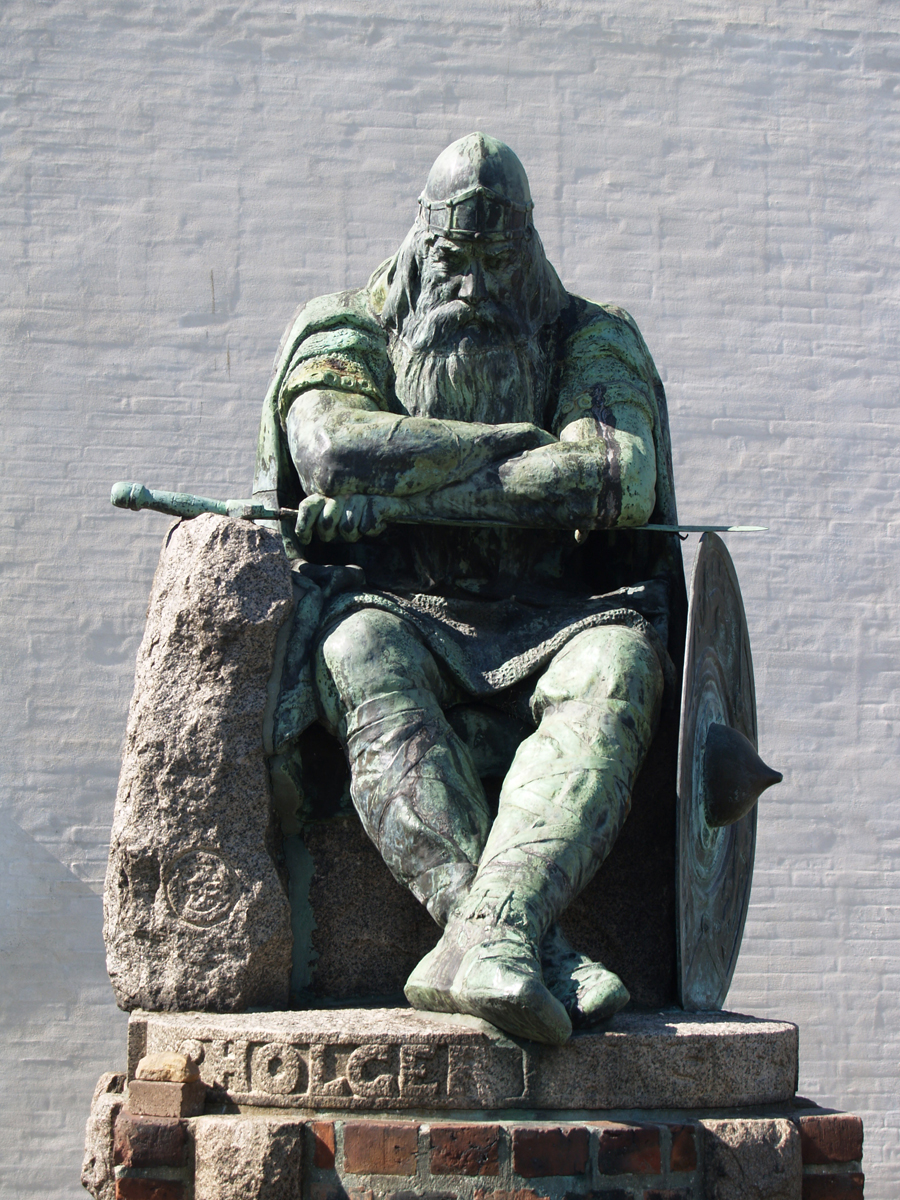
Holger Danske Denkmal in Marienlyst

## Beschreibung
Das Ganggrab liegt auf einem natürlichen Hügel (dänisch Høj) dessen Seiten abgegraben sind. Die für ein dänisches Ganggrab ungewöhnliche, nahezu runde, niedrige Kammer von 3,6 m Durchmesser wird von 11 Tragsteinen gefasst, die 1,1 bis 1,3 m hoch sind. Alle ehemaligen Decksteine (vermutlich zwei oder drei) fehlen. Der Zugang liegt im Süden und ist etwa 2,5 m lang und 0,7 m breit. Er hat 0,7 und 0,9 m hohe Tragsteine, zwei im Westen (einer fehlt) und drei im Osten. Ihre Zwischenräume waren mit Trockenmauerwerk gefüllt. Die Decksteine des Ganges fehlen ebenfalls.
In der Nähe liegen der Grønhøj von Rugballe und der Langdysse von Bygholm Nørremark.